# Lasioglossum pistorium
Lasioglossum pistorium är en biart som först beskrevs av Joseph Vachal 1902.  Lasioglossum pistorium ingår i släktet smalbin, och familjen vägbin. Inga underarter finns listade i Catalogue of Life.